# 요소타라시히메
요소타라시히메노미코토(世襲足媛尊)(일본어: 世襲足媛尊)는 결사팔대(欠史八代)의 한 사람인 고쇼 천황(孝昭天皇)의 황후이며, 고안 천황(孝安天皇)과 아마타라시히코쿠니오시히토노미코토(天足彦国押人命)의 생모이다.

## 가족 관계
- 남편 : 일본 제5대 천황 고쇼 천황(孝昭天皇, 기원전 506년~기원전 393년)
  - 장남 : 아마타라시히코쿠니오시히토노미코토(天足彦国押人命)
    - 딸 : 오시히메(押媛) - 일본 제6대 천황 고안 천황(孝安天皇)의 황후

  - 차남 : 일본 제6대 천황 고안 천황(孝安天皇, 기원전 427년~기원전 291년)